# Bhawania pottsiana
Bhawania pottsiana är en ringmaskart som beskrevs av Horst 1917. Bhawania pottsiana ingår i släktet Bhawania och familjen Chrysopetalidae. Inga underarter finns listade i Catalogue of Life.